# 1982年ウィンブルドン選手権
1982年 ウィンブルドン選手権（1982ねんウィンブルドンせんしゅけん、The Championships, Wimbledon 1982）は、イギリス・ロンドン郊外にある「オールイングランド・ローンテニス・アンド・クローケー・クラブ」にて、1982年6月21日から7月4日にかけて開催された。

## 大会の流れ
- 男子シングルスは「128名」の選手による通常の7回戦制で行われた。
- 女子シングルスは「96名」の選手による7回戦制で行われ、シード選手16名を含む32名の上位選手は「1回戦不戦勝」（抽選表では“Bye”と表示）があった。したがって、女子のシード選手は2回戦からの登場になるため、初戦敗退の場合は「2回戦＝初戦」と表記する。
- 男子ダブルス決勝は、この年だけ最大3セット・マッチで行われた。

## シード選手

### 男子シングルス
1. ジョン・マッケンロー　（準優勝）
2. ジミー・コナーズ　（優勝、8年ぶり2度目）
3. ビタス・ゲルレイティス　（ベスト8）
4. サンディ・マイヤー　（3回戦）
5. ヨハン・クリーク　（ベスト8）
6. ジーン・マイヤー　（ベスト8）
7. マッツ・ビランデル　（4回戦）
8. ピーター・マクナマラ　（1回戦）
9. アンドレス・ゴメス　（1回戦）
10. （試合開始前に棄権）
11. ブライアン・ティーチャー　（ベスト8）
12. マーク・エドモンドソン　（ベスト4）
13. ブライアン・ゴットフリート　（2回戦）
14. ロスコー・タナー　（4回戦）
15. クリストファー・モットラム　（4回戦）
16. スティーブ・デントン　（4回戦）

### 女子シングルス
1. マルチナ・ナブラチロワ　（優勝、3年ぶり3度目）
2. クリス・エバート・ロイド　（準優勝）
3. トレーシー・オースチン　（ベスト8）
4. アンドレア・イエガー　（4回戦）
5. ハナ・マンドリコワ　（2回戦＝初戦）
6. ウェンディ・ターンブル　（4回戦）
7. パム・シュライバー　（4回戦）
8. ミマ・ヤウソベッツ　（2回戦＝初戦）
9. シルビア・ハニカ　（4回戦）
10. バーバラ・ポッター　（ベスト8）
11. ベッティーナ・バンジ　（ベスト4）
12. ビリー・ジーン・キング　（ベスト4）
13. アン・スミス　（ベスト8）
14. アンドレア・リーンド　（2回戦＝初戦）
15. バージニア・ルジッチ　（4回戦）
16. イボンヌ・コーリー　（2回戦＝初戦）

## 大会経過

### 男子シングルス
準々決勝
- ジョン・マッケンロー vs.  ヨハン・クリーク　4-6, 6-2, 7-5, 6-3
- ティム・メイヨット vs.  ブライアン・ティーチャー　6-7, 7-6, 7-5, 3-6, 6-1
- マーク・エドモンドソン vs.  ビタス・ゲルレイティス　7-6, 3-6, 6-4, 6-3
- ジミー・コナーズ vs.  ジーン・マイヤー　6-1, 6-2, 7-6

準決勝
- ジョン・マッケンロー vs.  ティム・メイヨット　6-3, 6-1, 6-2
- ジミー・コナーズ vs.  マーク・エドモンドソン　6-4, 6-3, 6-1

### 女子シングルス
準々決勝
- マルチナ・ナブラチロワ vs.  ジョアン・ラッセル　6-3, 6-4
- ベッティーナ・バンジ vs.  アン・スミス　6-3, 2-6, 6-0
- ビリー・ジーン・キング vs.  トレーシー・オースチン　3-6, 6-4, 6-2
- クリス・エバート・ロイド vs.  バーバラ・ポッター　6-2, 6-1

準決勝
- マルチナ・ナブラチロワ vs.  ベッティーナ・バンジ　6-2, 6-2
- クリス・エバート・ロイド vs.  ビリー・ジーン・キング　7-6, 2-6, 6-3

## 決勝戦の結果
男子シングルス
- ジミー・コナーズ vs.  ジョン・マッケンロー　3-6, 6-3, 6-7, 7-6, 6-4

女子シングルス
- マルチナ・ナブラチロワ vs.  クリス・エバート・ロイド　6-1, 3-6, 6-2

男子ダブルス
- ピーター・マクナマラ＆ ポール・マクナミー vs.  ジョン・マッケンロー＆ ピーター・フレミング　6-3, 6-2　（注：最大3セット・マッチ）

女子ダブルス
- マルチナ・ナブラチロワ＆ パム・シュライバー vs.  キャシー・ジョーダン＆ アン・スミス　6-4, 6-1

混合ダブルス
- ケビン・カレン＆ アン・スミス vs.  ジョン・ロイド＆ ウェンディ・ターンブル　2-6, 6-3, 7-5